# Конгрес на лидерите на световни и традиционни религии
Конгресите на лидерите на световни и традиционни религии са международни срещи по религиозни въпроси, провеждани в Астана - столицата на Казахстан.

## I конгрес
На 23 и 24 септември 2003 г. по инициатива на президента на Република Казахстан Нурсултан Назарбаев се провежда Първият конгрес на лидерите на световни и традиционни религии. Участие взимат 17 делегации от различни световни религиозни конфесии, почетни гости, ръководители на дипломатически представителства и международни организации, акредитирани в Република Казахстан.

## II конгрес
На 12 и 13 септември 2006 г. се провежда Вторият конгрес. Над 160 делегати представят световни и традиционни религии: ислям, християнство, юдаизъм, будизъм, даоизъм, шинтоизъм и други. В конгреса взимат участие представители на ООН, ОССЕ, ЮНЕСКО и други организации. Обсъждат се важни въпроси, касаещи преодоляване кризата на цивилизациите, обединението на усилията на световните религии за мирно решаване на конфликти.

## III конгрес
На 1 и 2 юли 2009 г. в Астана, Казахстан се провежда Третият конгрес. Той е по-представителен в сравнение с първите 2 конгреса. В работата му участват над 400 делегати от 77 делегации, пристигнали от 35 страни. Делегациите представят различни направления на 3-те световни, а също и на традиционните религии. Присъстват и представители на ООН, ОССЕ, ЮНЕСКО и Организацията Ислямска конференция (ОИК), както и почетни гости.

## IV конгрес
На 30 и 31 май 2012 г. се провежда Четвъртият конгрес. Програмата на конгреса включва пленарно заседание и 4 сесии на тема „Ролята на религиозните лидери за постигане на устойчиво развитие“, „Религия и мултикултурализъм“, „Религията и жената“, „Духовните ценности и съвременните предизвикателства“ и „Религията и младежта“.